# Lunascape
A Lunascape egy webböngésző, amit a Lunascape Corporation fejleszt, Japánban.
Legígéretesebb képessége az, amely népszerűvé teheti, hogy három böngésző motort tartalmaz, és képes automatikusan (vagy a felhasználó által vezérelve) az egyes weboldalakhoz a megfelelőbb leképezést kiválasztani.

## Történet
A céget 2004. augusztus 26-án alapította Hidekazu Kondo. Szokványos Japán cégindításról beszélhetünk, mert a Tokyo Mitsubishi bank adta a kezdő tőkét. Az USA-ban is alapítottak kirendeltséget, San Joséban, Kalifornia államban. 
A kitelepülést azzal indokolják, hogy míg a világ internethasználóinak száma közelít az 1 milliárdhoz, Japánban mindössze 70 millió felhasználó van. Az alapító Kondo szavaival: "A Szilícium-völgy a legjobb hely ahhoz, hogy globális piacokat célozzunk meg. Ezen a helyen legendás sikerek születtek."

## A böngésző
A program elsődleges leképező motorja az Internet Explorerből származik. Támogatja a többfüles böngészést és az RSS feed-ek olvasását.
Tartalmazza a Gecko (Mozilla), a Trident (Internet Explorer) és a WebKit (Apple Safari, Konqueror) leképzető motort, egy podcast lejátszót, emellett támogatja egérmozdulatok felismerését.